# Червоный Яр (Запорожский район)
Червоный Яр (укр. Червоний Яр) — село, Веселовский сельский совет, Запорожский района, Запорожская область, Украина.
Код КОАТУУ — 2322181308. Население по переписи 2001 года составляло 114 человек.

## Географическое положение
Село Червоный Яр находится на расстоянии в 1 км от сёл Надия и Петрополь. По селу протекает пересыхающий ручей с запрудой. Рядом проходит автомобильная дорога Н-08.

## История
- 1928 год — дата основания.